# Ninetis minuta
Ninetis minuta là một loài nhện trong họ Pholcidae. Loài này được phát hiện ở Somalië, Kenia và Tanzania.